# Nederländska köket

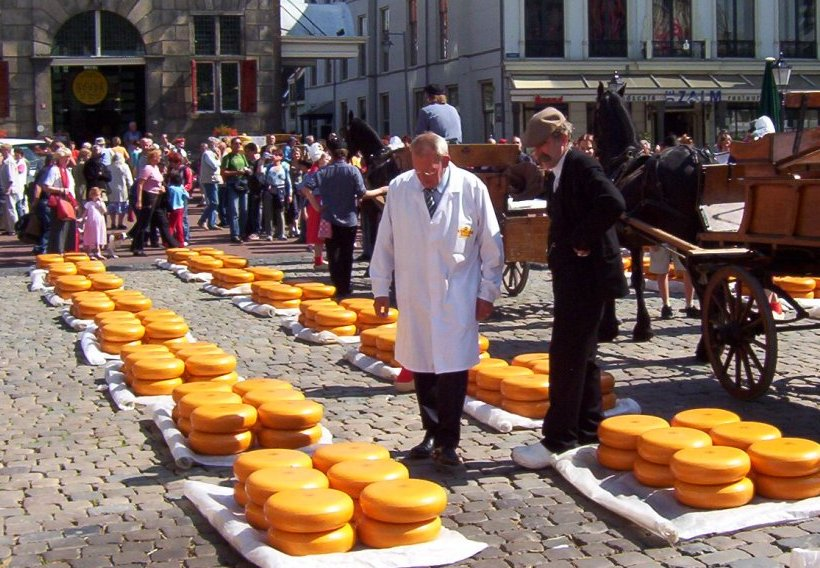
Nederländsk ostmarknad.

Nederländska köket är format av fiske och jordbruk, som odlandet av grödor och uppfödningen av domesticerade djur, samt Nederländernas historia. Köket är känt för dess många olika ostsorter, såsom edamer och gouda, samt för dess choklad. Potatis är en del av många måltider.  Matjessill och ärtsoppa är exempel på typiska nederländska rätter. Boerenkoolstamppot, en stuvning av grönkål, är en annan mycket populär rätt som ofta serveras med korv. Fiske, djurskötsel, jordbearbetning och växthusbaserat jordbruk är huvudsakliga jordbruksformer.

## Historia

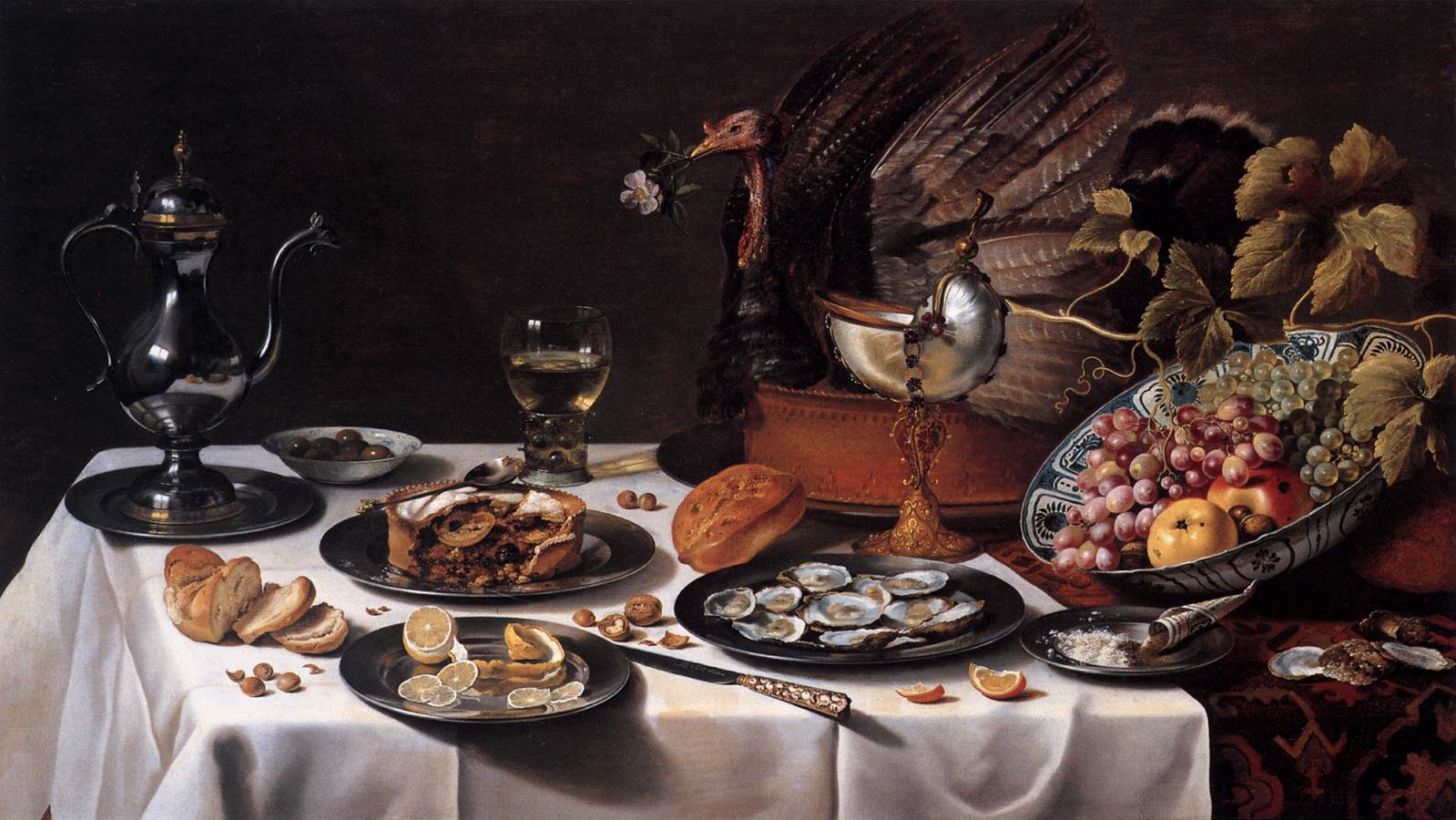
Ett stilleben av Pieter Claesz (1627).

Från 1600-talet och framåt bestod de mer sofistikerade invånarnas maträtter av en stor blandning av frukter, ostar, kött, vin och nötter. Det nationella köket blev kraftigt utarmat under 1900-talets sekelskifte, när ett stort antal unga kvinnor sändes till en ny skoltyp, Huishoudschool (hushållsskolor), där de utbildades till att bli hushållspersonal, och där matlagning av billiga och enkla maträtter utgjorde en stor del av undervisningsplanen.

## Bröd och ost

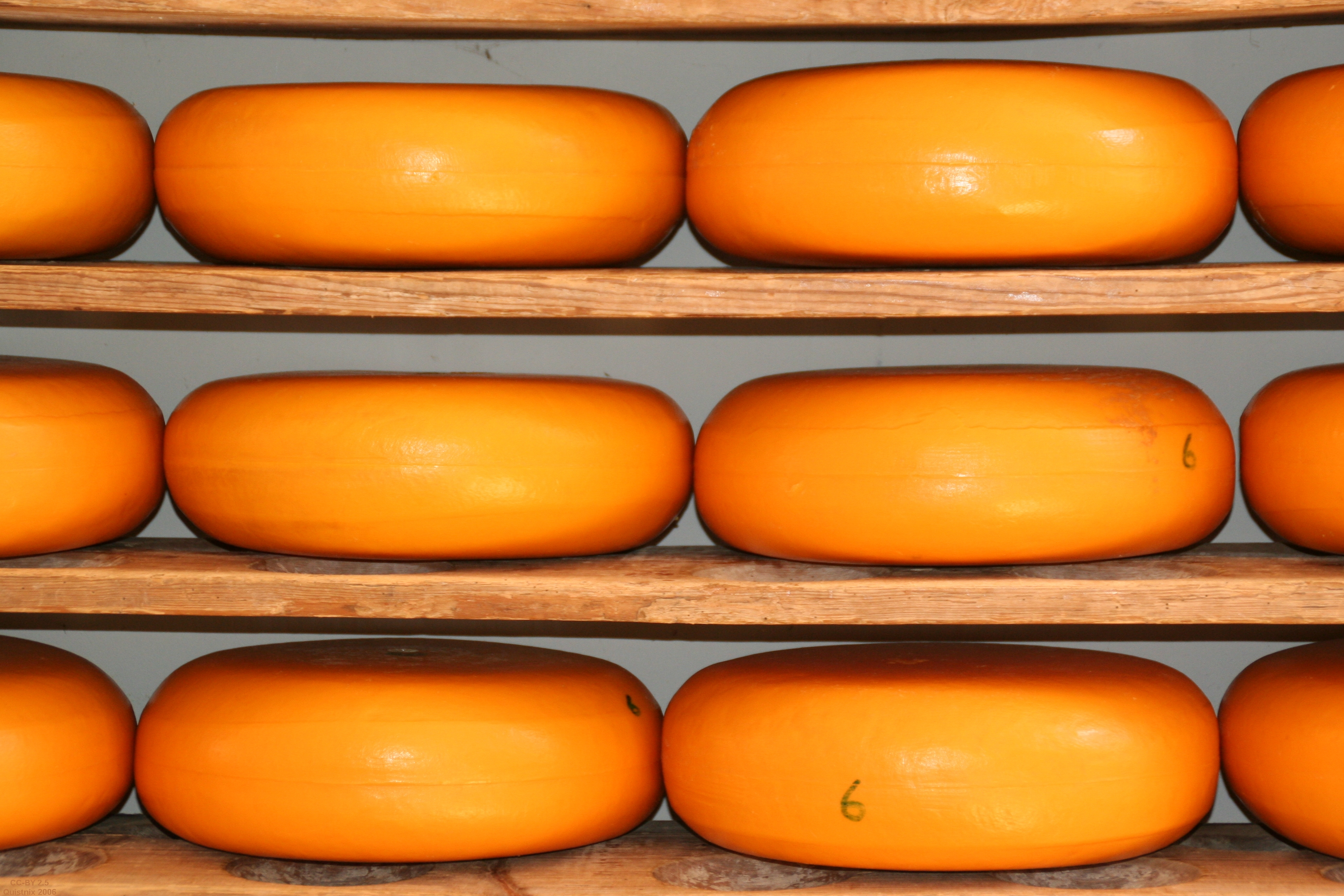
Ostmogning.

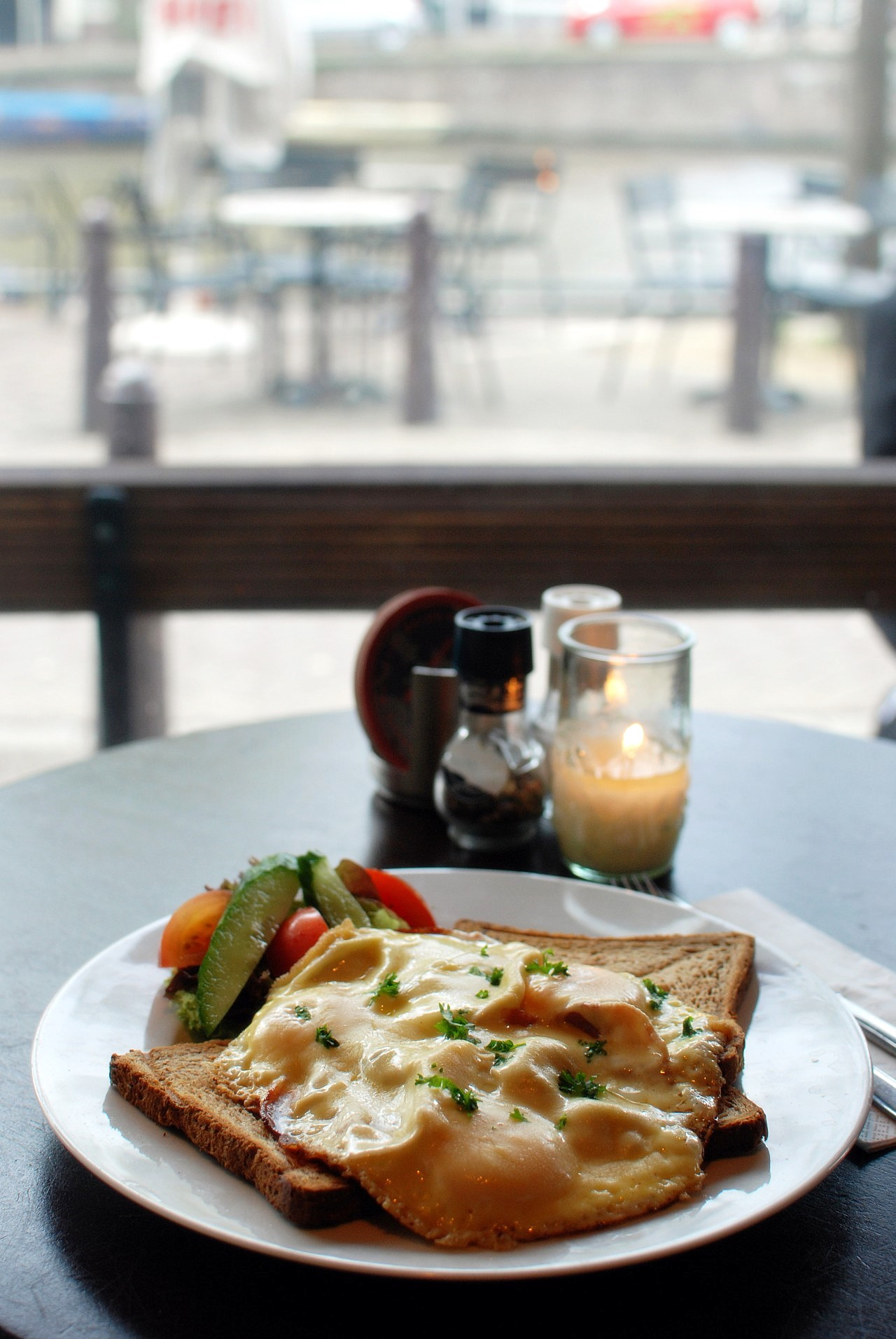
Uitsmijter spek en kaas: Ett antal friterade ägg med bacon och ost.

Nederländerna är känt för sina mjölkprodukter (komjölk) och speciellt då för sina ostar. Ostar såsom gouda och edamer är båda halvhårda eller hårda ostar, som utgör den största gruppen nederländska ostar. Ett typiskt nederländskt sätt att tillverka ost är att blanda in örter och kryddor under produktionsprocessens första steg, såsom exempelvis spiskummin.
Nederländskt bröd tillsammans med en skiva edamerost äts till frukost. Brödet tenderar att vara väldigt luftigt, då det görs på jästdeg. Från 1970-talet och framåt har brödet mestadels bakats på fullkorn, med frön såsom solrosfrön eller pumpakärnor, ofta blandade med degen för smak. Rågbröd är ett av de få kompakta bröden i landet. Vitt bröd brukade vara lyxigt bröd, gjort på mjölk eller vatten. En frisisk luxuös version av vitt bröd är sockerbröd, vitt bröd med stora bitar socker iblandat. Kerststol är ett traditionellt nederländskt julbröd som görs på bröddeg med socker, torkad frukt, russin och vinbär och citron- och apelsinskal, som äts skivat, med smör.
Nederländarna använder köttprodukter och ett antal olika ostar, såväl som söta pålägg på smörgåsarna, som hagelslag (strössel i en mjukare form), sirap, jordnötssmör, strössel, vlokken, muisjes och marmelad.

## Kaffe och te

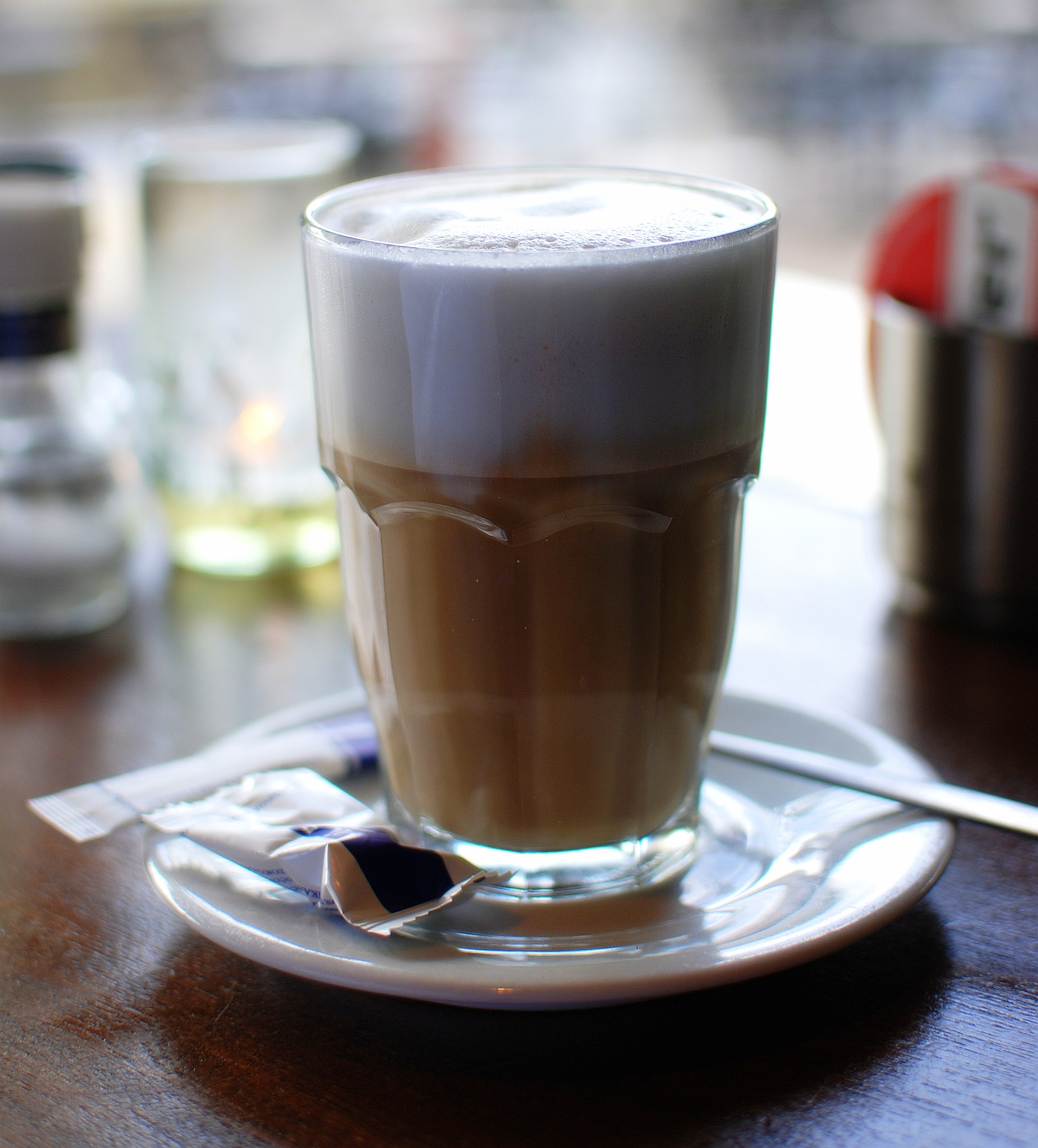
Koffie verkeerd.

Nederländare bjuder över varandra på "koffietijd" (kaffetid), som består av kaffe och tårta eller kex, som serveras mellan 10 och 11 på förmiddagen, och/eller mellan 7 och 8 på kvällen, efter middagen. De dricker kaffe och te under hela dagen som ofta serveras med ett ensamt kex. Sparsamhet ledde till normen att man enbart äter en kaka till varje kopp kaffe. Det har föreslagits att det beror på den protestantiska mentaliteten och uppfostran i norra Nederländerna.[källa behövs] I den katolska södern äter man vlaai, en söt paj eller bakverk med fyllning, som skärs i åtta delar. Nederländerna utgjorde 5,7 % av EU:s totala kaffeimport 2007. Samma år drack den genomsnittlige nederländaren 8.4 kg kaffe per år, vilket var över EU:s genomsnitt. En stor del av det sålda kaffet är rättvisemärkt. Teet ligger på 3,1 %, och genomsnittspersonen dricker 0.47 kg per år. Båda dryckerna ökar i användning.
Café au lait är vanligt, och kallas koffie verkeerd (översatt "felgjort kaffe") och består av lika delar kaffe och varm mjölk. Te dricks utan mjölk och svagare än engelska sorter som dricks med mjölk. Varm lemonad, kallad kwast (varmt vatten med citronsaft), och anijsmelk (varm mjölk med anis) är exempel på andra varma drycker. Under hösten och vintern dricks varm choklad.

## Middag

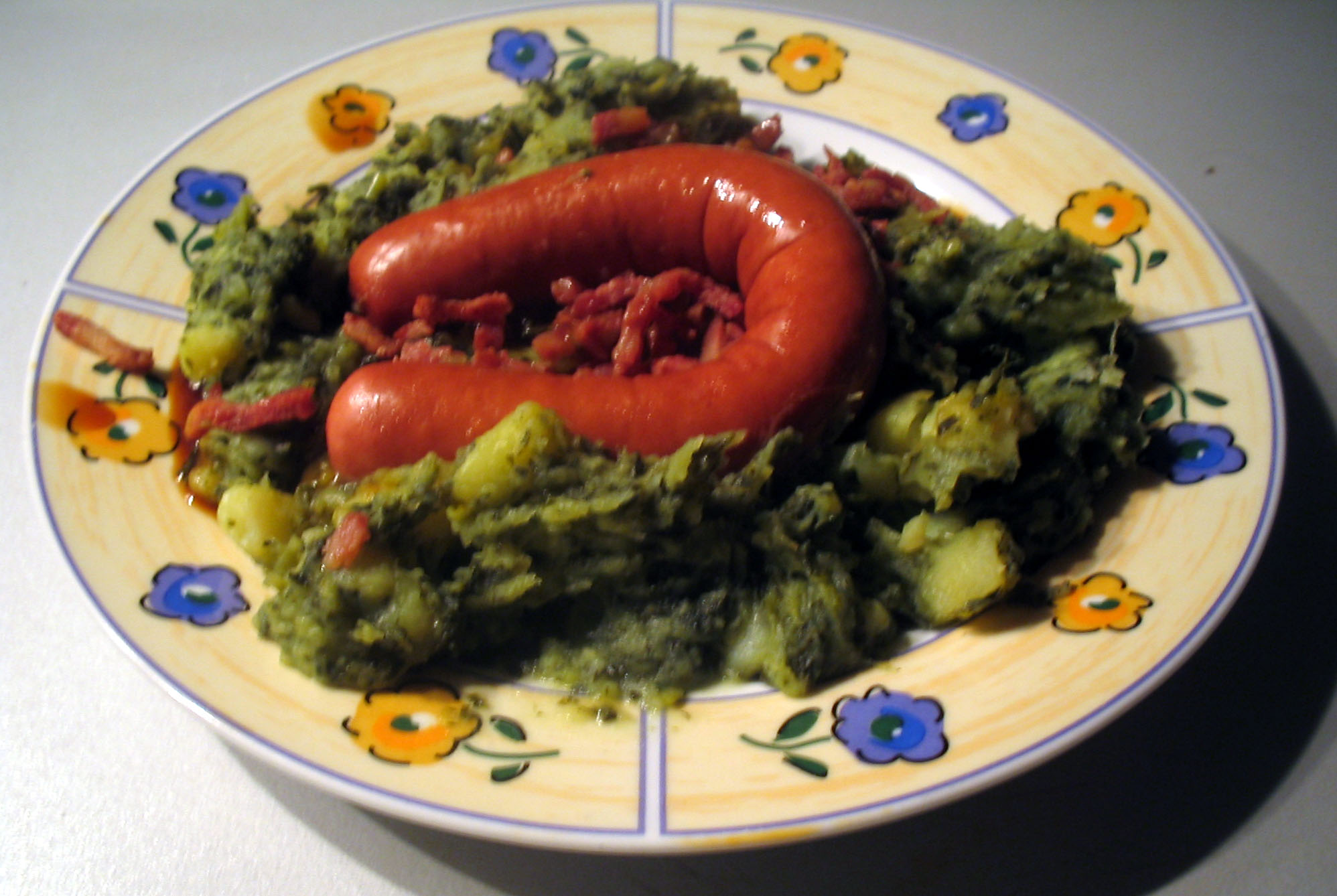
Boerenkoolstamppot, med rookworst.

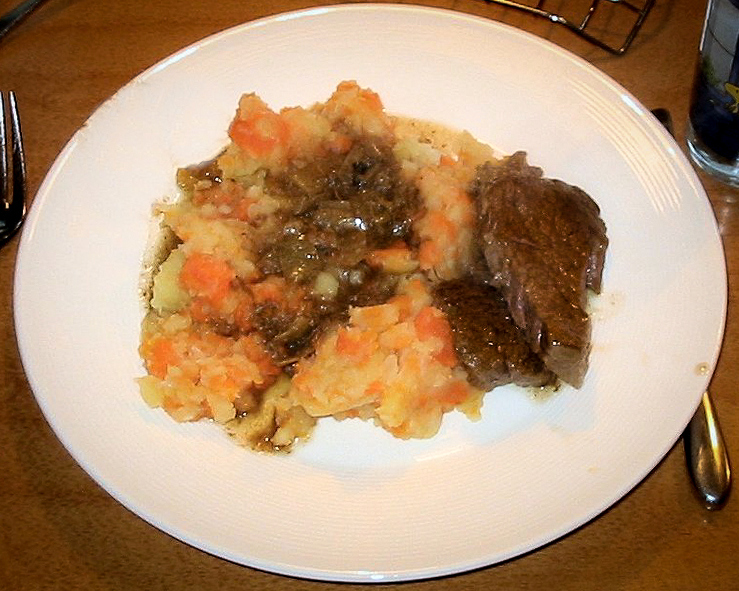
Hutspot med långkokt kött.

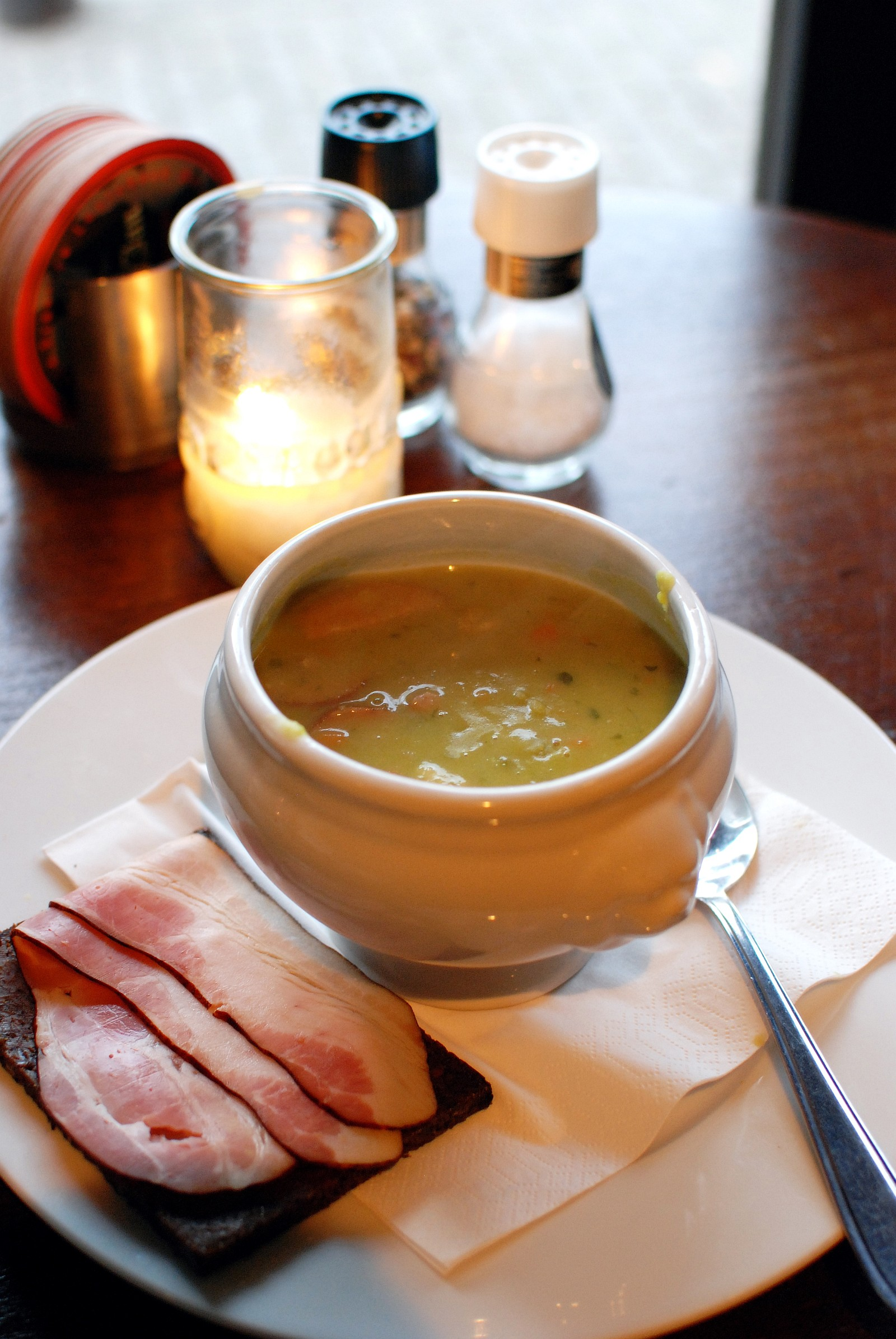
Nederländsk ärtssoppa, även kallad Snert.

Middagen, som serveras relativt tidigt jämfört med andra länder, startar runt 18:00. Middagen består vanligtvis av en enkel rätt, av bönor eller potatis, kött och grönsaker. Traditionellt äter man potatis med en stor portion grönsaker och en liten portion kött med sås, eller en potatis och grönsaksgryta. En typisk traditionell nederländsk middag inkluderar stamppot och ärtsoppa. Grönsaksgrytor serverade som sidorätter är exempelvis rode kool met appeltjes (rödkål med äpplen), eller rode bieten (rödbetor). Vanliga kryddor är exempelvis lagerblad, enbär, nejlika och vinäger. Grytor serveras ofta med blandade inlagda grönsaker, zure zult (sylta) eller stuvade päron (stoofperen). Soppa är en vanlig förrätt. Efterrätten är ofta söt, traditionsenligt yoghurt med socker eller vla, tjock mjölkpudding (kokad mjölk med kräm).
Eftersom man under 1600- till 1800-talet arbetade mellan 10 och 16 timmar om dagen var måltiderna väldigt kalorifyllda och feta. Bland populära rätter kan hutspot, som görs på potatis, morötter och lök serverat med kött som rookworst (rökt korv), långkokt kött, eller bacon nämnas. Innan potatis introducerades i Europa gjordes rätten på palsternacka, morot och lök. Andra populära rätter är stamppot rauwe andijvie, rå endiv mosad med het potatis, serverad med tärnat friterat bacon, hete bliksem, kokt potatis och gröna äpplen, serverat med sirap, zuurkoolstamppot, sauerkraut mosad med potatis, serverad med friterat bacon eller en korv, emellanåt smaksatt med curry, russin eller ananas och slutligen boerenkoolstamppot, grönkål blandad med potatis, serverad med sås, senap och rookworst. Den sistnämnda rätten äts ofta med en korv. Det är en av de äldsta och mest populära rätterna, och nämns första gången i kokböcker från 1661. Då användes inte potatis, men korven var redan en del av receptet. Rätten blev populär efter ett antal dåliga majssäsonger under vilka potatisen blev populär.. Den innehåller en hel del kolhydrater, varför den passar under kalla vinterdagar.
En annan rätt som serveras till middagen är den väldigt tjocka kikärtsoppan som kallas snert. Soppan serveras antingen som en huvudrätt eller som en förrätt. Den serveras ofta med bitar av fläsk och korv, och är mer som en gryta än en soppa. Den beskrivs ofta som så tjock att "man borde kunna få en sked att stå rakt upp i en bra soppa". Soppan serveras ofta med rågbröd smörat med smör och med katenspek som pålägg, en sorts bacon som först tillagas och därefter röks. Köttet från soppan kan även läggas på brödet och ätas med senap. Kötträtter som köttbullar, baconinvirad köttfärs, korv och köttfärslimpa är populära. Den smörbaserade såsen, i vilken köttet friteras och/eller kokas, serveras likaså. Vinäger kan tillsättas såsen.

## Speciella tillfällen

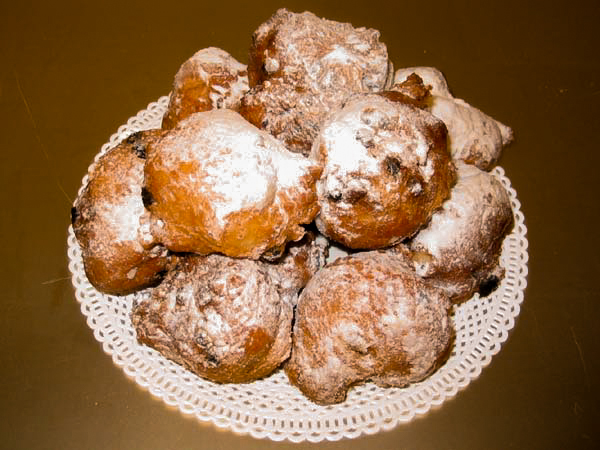
Oliebollen, ett nederländskt bakverk som äts på nyårsafton.

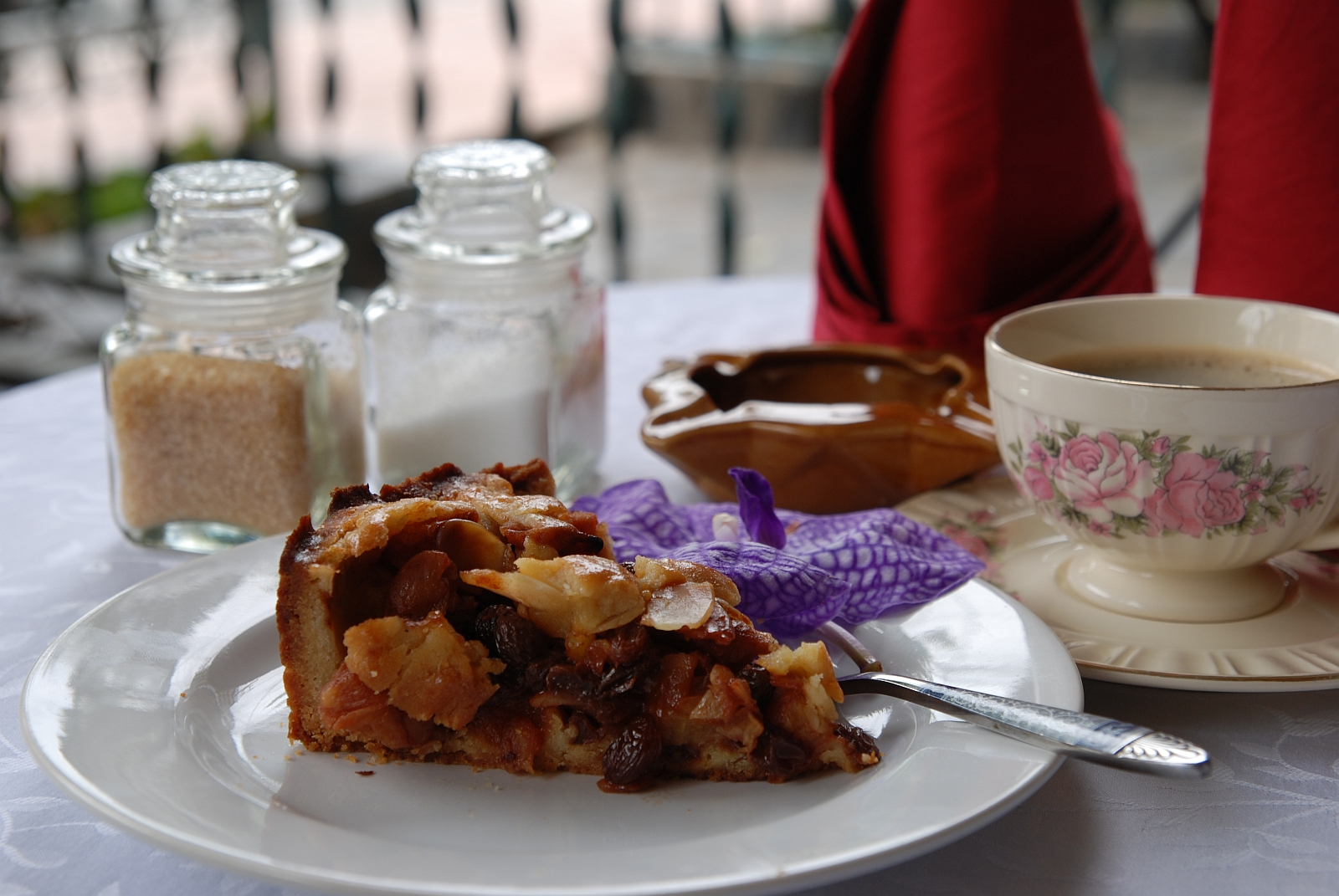
Appeltaart, nederländsk äppelpaj.

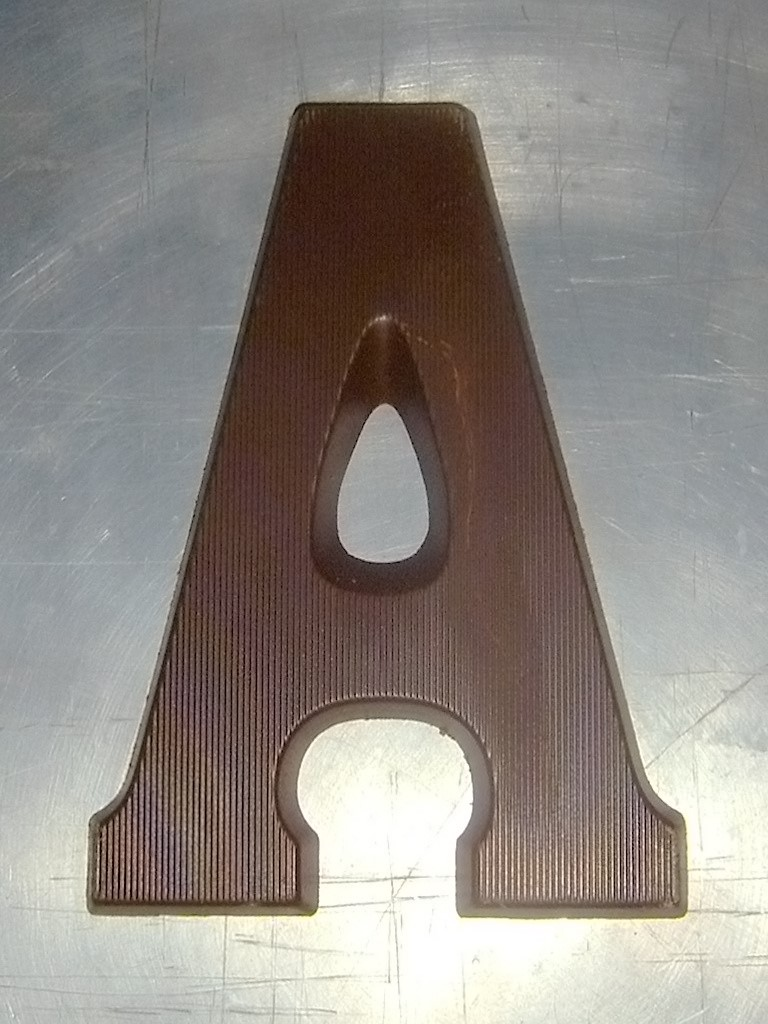
En chokladbokstav, en typisk nederländsk godis.

Vid speciella tillfällen, äts vanligtvis olika sorters bakverk. När en nyfödd tillkommer en familj, serverar föräldrarna vanligtvis beschuit met muisjes, nederländska skorpor täckta med sockrad anis. Den nederländska festivalen Sinterklaas (dedicerad till Nikolaus, som firar hans namnsdag) hålls den 5 december. Nikolaus lämnar gåvor i barnens skor. Vid tillfället dricker nederländarna varm chokladmjölk och äter kryddiga kakor, såsom spekulatius. De speciella bakverken sägs delas ut av Nikolaus hjälpreda Zwarte Piet, vilka inkluderar pepernoot (pepparnötliknande kakor men som görs på kanel, peppar, nejlika och muskot), boterletter (ett gräddat bakverk fyllt med en sockrad mandelmassafyllning och format till en bokstav), bokstäver gjorda av choklad, marsipan, borstplaat (fondantskivor) och flera andra sorters kryddiga kakor.
Julen i Nederländerna är en typisk familjehögtid. Enligt traditionen äter man familjefrukost med kerststol, bröd med frukt och russin, ofta fyllda med mandelmassa. Julmiddagen är också ett familjetillfälle där stekt fläskkött, vilt eller annat luxuöst kött serveras. En alternativ nederländsk jultradition är 'gourmet', när människor sitter tillsammans runt ett gourmet-set och steker olika sorters kött, fiskor, räkor och hackade grönsaker i miniatyrstekpannor, som serveras med sallad, frukt och sås.
På nyårsafton tillagar man oliebollen, appelflappen och appelbeignets (krossade äppelringar) i fritöser. Dessa jästdegbollar, emellanåt fyllda med frukter, äppelbitar och russin serveras med florsocker och är en speciell godis till nyårsafton. Nederländarna tog med sig godiset till Amerika, där de nu är kända som en variation av munken. På födelsedagar äts alla möjliga sorters tårtor och kakor, däribland äppelpajer, olika sorters inhemska tårtor, våfflor, pannkakor och liknande. Poffertjes är små pannkakor som serveras vid speciella tillfällen, tillsammans med smält smör och florsocker på toppen. De dricks ofta med mjölk, chokladmjölk eller yoghurtdrycker.

## Sötsaker

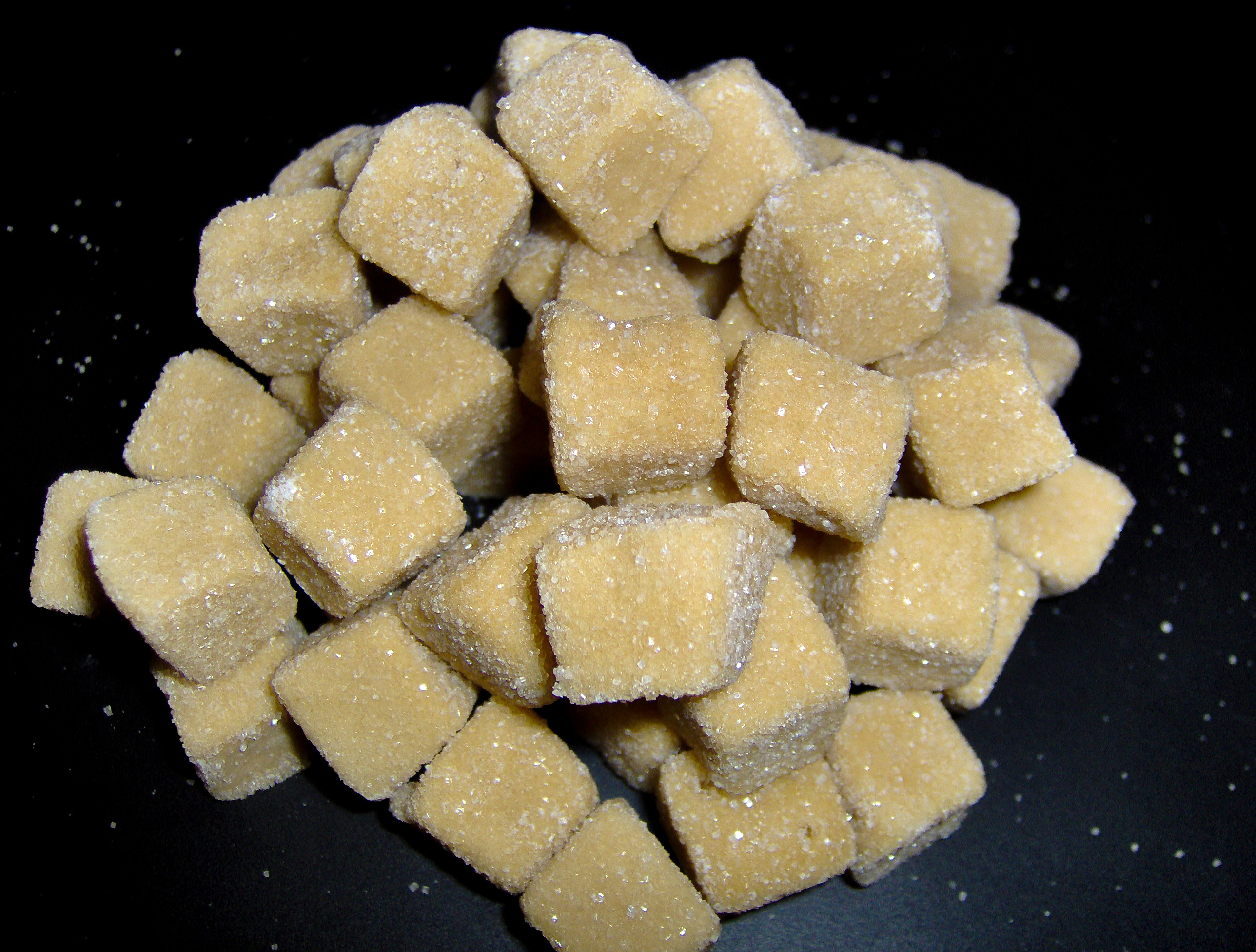
Griotten, en sorts nederländsk lakrits.

En känd nederländsk sötsak är zoute drop, gjorda på saltlakrits eller vanlig lakrits. De är små, svarta och ser ut som tuggummi. De fyra sorterna som finns är lätt söta, lätt salta, väldigt söta och väldigt salta. De kan köpas i affärer och apotek och har en medicinsk funktion då det hjälper att bota hals- och magont. De säljs i en stor mängd olika former. De kan vara antingen söta eller salta. De är ibland smaksatta med fondant av kokosnöt, honung, mint, salmiak eller lagerblad. Vanliga former är diamantformade, ovala, rektanglar och mynt. Vaxkakemönster är vanliga för sådana smaksatta med honung. Några tillverkare har introducerat olika former som bilar, djur och maskiner.
En annan populär sötsak är Stroopwafel ("stroop" betyder sirap). Det är en tunn våffla som vanligtvis görs i en stekpanna och som skivas horisontellt och varvad med sirapen. Ibland tilläggs krossade hasselnötter, och de kan kryddas med kanel.

## Choklad
1828 utvecklade Coenraad Johannes van Houten den första kakaopulverproducerande maskinen i Nederländerna. När han återvände till England tog han med sig receptet och introducerade mjölkchoklad i Europa. Pulvret, som till stor del liknar det pulver som används idag, var lättare att lösa upp i mjölk och vatten, vilket ledde till en annan viktig upptäckt, den fasta chokladen, och tillverkning av kakaosmör. Han utvecklade även den så kallade "nederländska processen" att behandla choklad med alkali för att få bort den bittra smaken. Genom att använda kakaopulver och små mängder kakaosmör var chokladkakan möjlig att tillverka. Droste är idag en stor nederländsk tillverkare. Nederländerna är idag världens största kakaomalare, och produktionen ökar med 1,1 % varje år.

## Alkoholdrycker
Vinförtäringen är måttlig i Nederländerna, men det finns ganska många ölsorter, huvudsakligen lageröl, och starka alkoholdrycker. En välkänd nederländsk öltillverkare är Heineken i väst och en annan är Grolsch i öst. Noord-Brabant och Limburg hade stora öltraditioner, med många olika ölsorter. Stora bryggerier tog dock under 1900-taket över många små bryggerier eller erbjöd dem en licens att sälja sina ölmärken, medan de stoppade sin egen produktion. Starka likörer är bland andra genever (gin) och brandewijn (brandy), men även kandeel (gjort på vitt vin), kraamanijs (en likör gjord på anis), oranjebitter (en slags apelsinbrandy som serveras vid festligheter runt kungafamiljen) med flera.

## Snabbmat

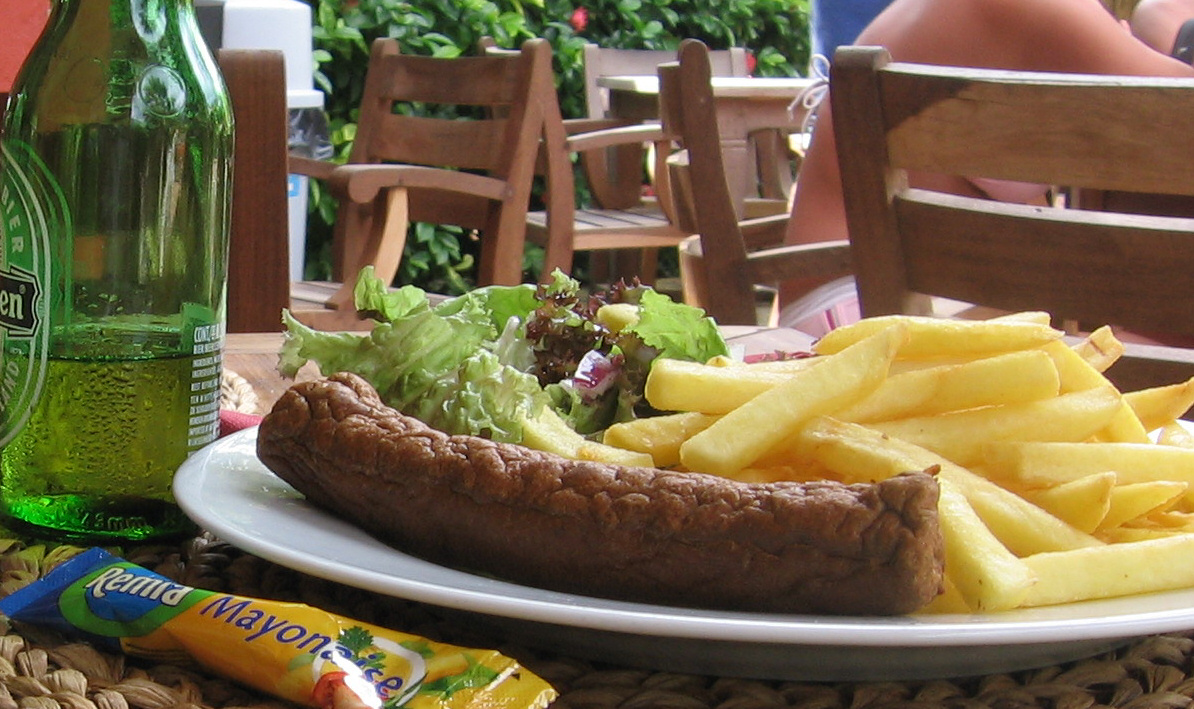
En frikandel med pommes frites.

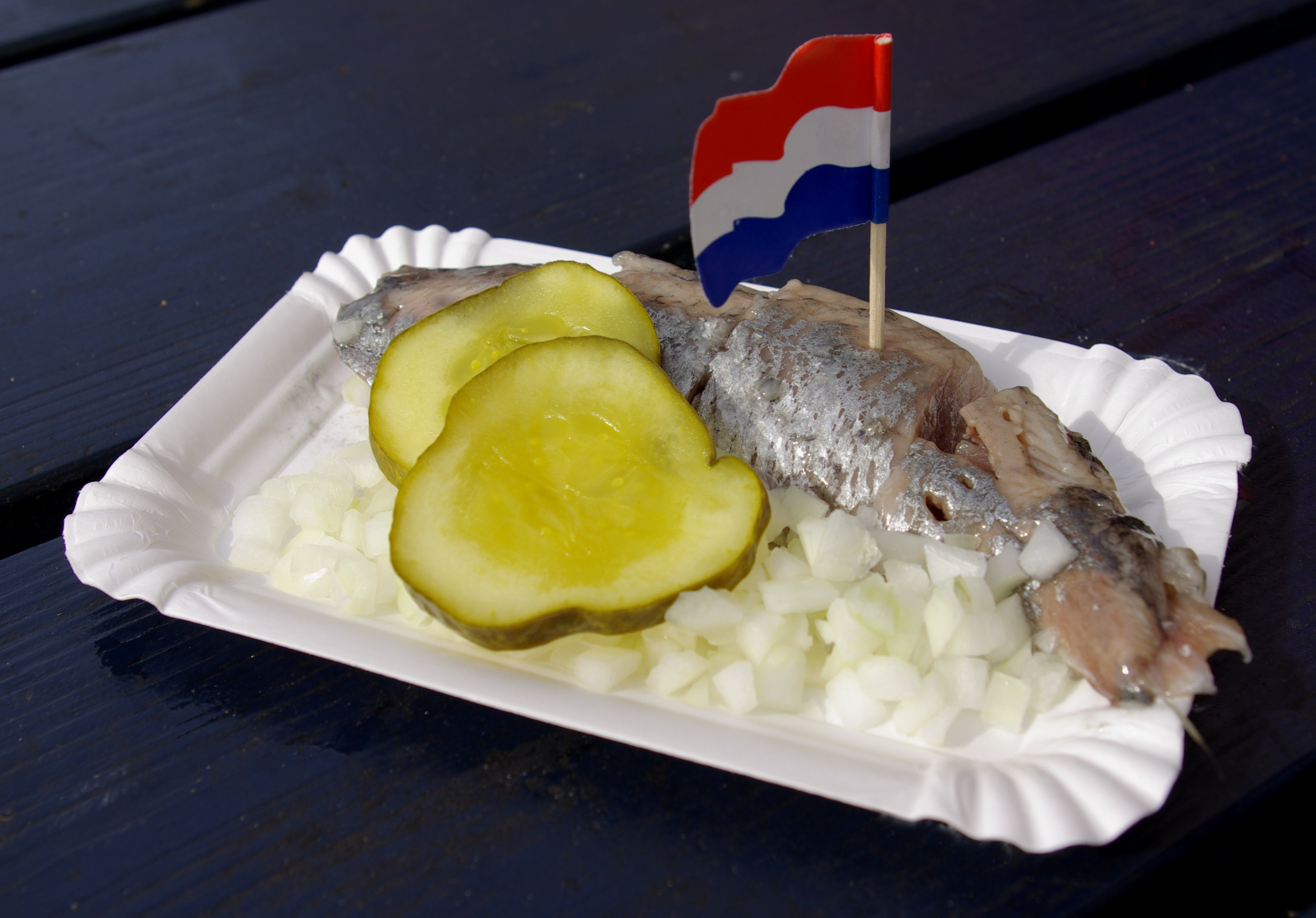
Hollandse Nieuwe, "ny" matjessill.

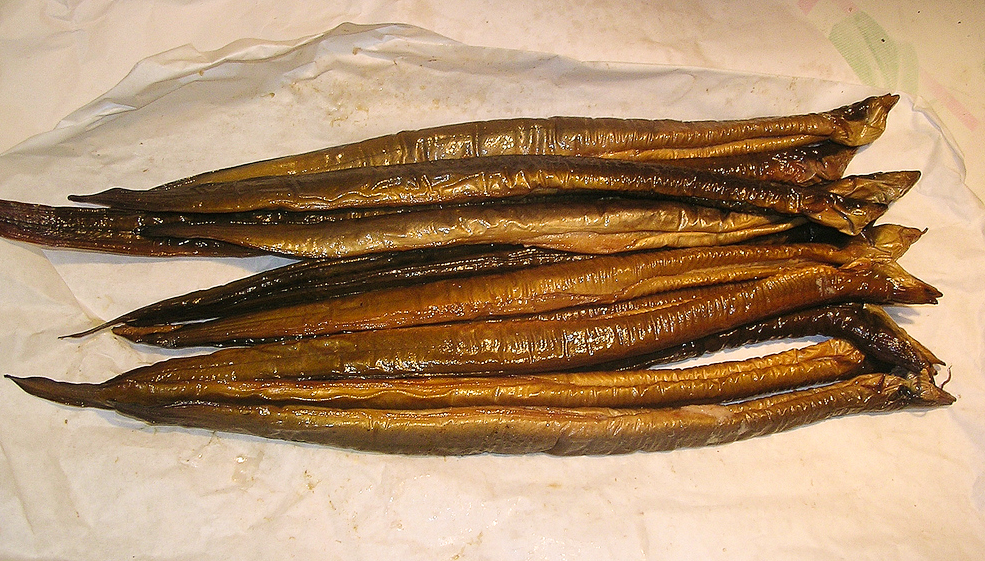
Gerookte paling, rökt ål.

Nederländarna har sin egen snabbmat. Ett nederländskt snabbmatsmål består vanligtvis av en portion pommes frites (kallade friet eller patat) med en sås och en köttprodukt. Den vanligaste såsen är majonnäs, eller ketchup, jordnötssås, eller en relish på hackade grönsaker och kryddor, som piccalilli. Ibland serveras pommes frites med en kombination av olika såser, och då är speciaal vanlig: majonnäs med kryddad ketchup och hackad lök, samt oorlog (betyder "krig"), majonnäs och jordnötssås med hackad lök. Köttet är vanligtvis friterat, så även frikandel, en friterad, skinnfri köttfärskorv, och kroket, friterad köttragu täckt med ströbröd. En mindre version av kroketten är bitterbal som ofta serveras med senap som ett tilltugg i barer och vid officiella mottagningar.
Andra tilltugg är den Indonesieninspirerade bamihap (djupfriterad mee goreng i ströbröd), nasibal (friterad nasi goreng i ströbröd) och kaassouflé (ostsufflé eller friterad kanapédeg med en liten mängd ost i mitten). I Limburg beställs ibland pommes frites med den traditionella limburgiska rätten zuurvlees, en sorts surt kött (enligt traditionen hästkött, men kokött är vanligare) som kallas frietje zuurvlees.
En annan snabbmat är fisk, vilket inkluderar matjessill, som säljs på marknader och äts (ofta med hackad lök och asiagurka). Andra fisktilltugg är kibbeling (friterade bitar av torsk), lekkerbek (friterad torsk, lik fish and chips), rökt ål och rollmops.

## Vegetarianism
Vegetarianism är ganska vanligt i Nederländerna. Runt 5 procent av invånarna äter varken kött eller fisk. Runt 22 procent av nederländarna kallar sig själva "deltidsvegetarianer" och undviker kött eller fisk några dagar i veckan. Som ett resultat av det är köttsubstitut ganska vanliga, och de växer med 25 % varje år. Veganism är ovanligt.